# Guillaume de Tonquédec
Guillaume de Quengo de Tonquédec (Parigi, 18 ottobre 1966) è un attore francese.
Attivo tra cinema, teatro e televisione, sul grande e piccolo schermo è apparso in una sessantina di differenti produzioni, a partire dalla seconda metà degli anni ottanta. Tra i suoi ruoli più noti, figura quello di Renaud Lepic nella serie televisiva Fais pas ci, fais pas ça, che interpreta dal 2007.

## Biografia

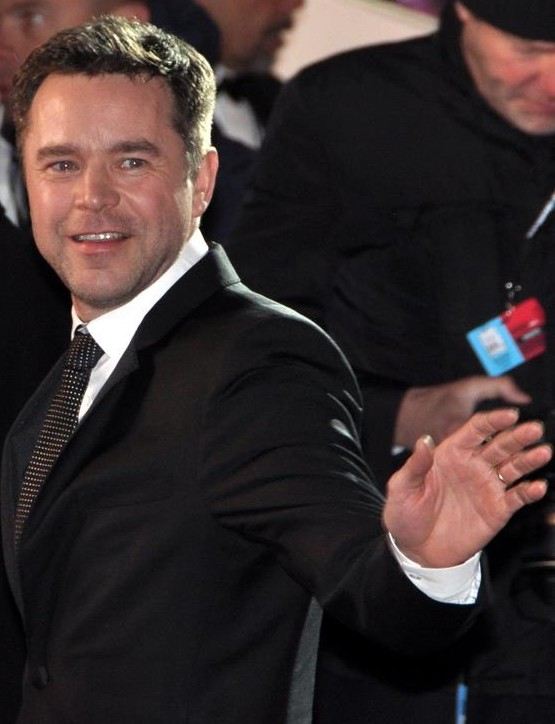
Guillaume de Tonquédec ai Premi César 2013

Dopo aver studiato presso il Conservatoire national supérieur d'art dramatique di Parigi, fa il proprio debutto nel cinema nel 1986, recitando in un ruolo minore nel film Non guardatemi, diretto da Pierre Granier-Deferre.
Dal 2006 al 2007 interpreta il ruolo del comandante Thomas Sorensen nella serie televisiva Il commissario Cordier, prima di entrare a far parte del cast principale della serie Fais pas ci, fais pas ça. Nel 2013 si aggiudica il Premio César come miglior attore non protagonista per il ruolo di Claude nel film Cena tra amici.

## Filmografia parziale

### Cinema
- Non guardatemi (Cours privé), regia di Pierre Granier-Deferre (1986)
- On a volé Charlie Spencer!, regia di Francis Huster (1986)
- La doppia vita di Veronica (La Double vie de Veronique), regia di Krzysztof Kieślowski (1991)
- Tableau d'honneur, regia di Charles Nemes (1992)
- Tre vite e una sola morte (Trois vies et une seule mort), regia di Raúl Ruiz (1996)
- La Voleuse de Saint-Lubin, regia di Claire Devers (1999)
- Meilleur espoir féminin, regia di Gérard Jugnot (2000)
- Lise et André, regia di Denis Dercourt (2000)
- Sta' zitto... non rompere (Tais-toi!), regia di Francis Veber (2003)
- La Maison, regia di Manuel Poirier (2007)
- Parlez-moi de la pluie, regia di Agnès Jaoui (2008)
- Les Meilleurs amis du monde, regia di Julien Rambaldi (2010)
- L'amore inatteso (Qui a envie d'être aimé?), regia di Anne Giafferi (2010)
- Mike, regia di Lars Blumers (2011)
- Cena tra amici (Le Prénom), regia di Alexandre de La Patellière e Matthieu Delaporte (2012)
- Il paradiso degli orchi (Au bonheur des ogres), regia di Nicolas Bary (2013)
- Barbecue, regia di Éric Lavaine (2014)
- SMS, regia di Gabriel Julien-Laferrière (2014)
- Belles familles, regia di Jean-Paul Rappeneau (2015)
- L'Étudiante et Monsieur Henri, regia di Ivan Calbérac (2015)
- Délicieux - L'amore è servito (Délicieux), regia di Éric Besnard (2021)
- Lie with Me (Arrête avec tes mensonges), regia di Olivier Peyon (2022)
- Un colpo di fortuna - Coup de chance (Coup de Chance), regia di Woody Allen (2023)
- U.S. Palmese, regia dei Manetti Bros. (2024)

### Televisione
- Civilisations - miniserie TV (1988)
- Les nuits révolutionnaires - miniserie TV (1989)
- Les enfants de la plage - film TV (1991)
- La vie de Marianne - film TV (1995)
- Venti del nord (Cap des Pins) - serie TV (1998)
- Nestor Burma - serie TV, 1 episodio (1998)
- Il comandante Florent (Une Femme d'honneur) - serie TV, 2 episodi (1998-2003)
- Chère Marianne - serie TV, 3 episodi (2001)
- Le marathon du lit - film TV (2001)
- Commissario Navarro (Navarro) - serie TV, ep. 16x03 (2004)
- Il commissario Cordier (Commissaire Cordier) - serie TV, 10 episodi (2006-2008)
- Avocats & associés - serie TV, 1 episodio (2007)
- Fais pas ci, fais pas ça - serie TV, 62+ episodi (2007-...)
- Sur le filSur le fil - serie TV, 1 episodio (2008)
- Camping paradis - serie TV, 1 episodio (2009)
- Louis la brocante - serie TV, 1 episodio (2009)
- Famille d'accueil - serie TV, 1 episodio (2010)
- Les diamants de la victoire - film TV (2010)
- Profiling - serie TV, 12 episodi (2010)
- La vie à l'envers - film TV (2014)
- They Were Ten - miniserie TV (2020)

## Premi e nomination (lista parziale)

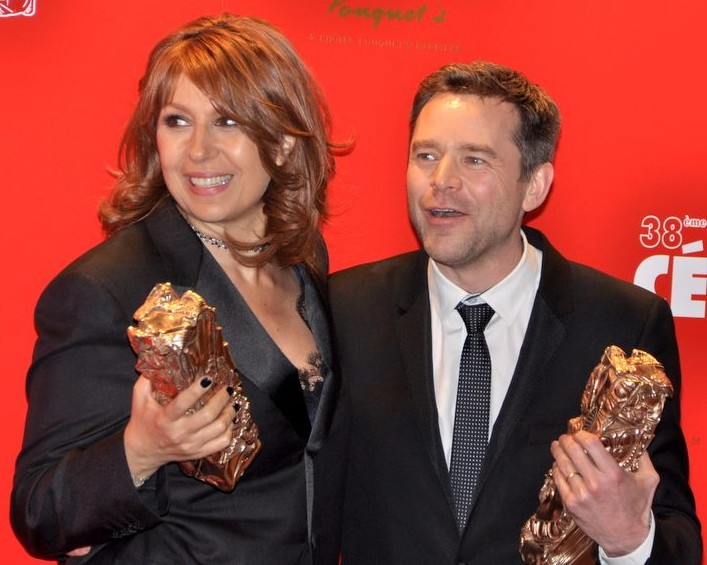
Guillaume de Tonquédec assieme a Valérie Benguigui ai Premi César 2013

- 2013: Premio César come miglior attore non protagonista per il ruolo di Claude in Cena tra amici[2][4]

## Doppiatori italiani
Nelle versioni in italiano delle opere in cui ha recitato, Guillaume de Tonquédec è stato doppiato da:
- Andrea Lavagnino in Profiling[5]
- Sandro Acerbo ne Il commissario Cordier[6]
- Fabrizio Picconi in Barbecue[7]
- Alessandro Quarta in Cena tra amici[8]
- Loris Loddi in Il paradiso degli orchi[9]
- Franco Mannella in Un colpo di fortuna - Coup de chance